# Carache (município)
Carache é um município da Venezuela localizado no estado de Trujillo.
A capital do município é a cidade de Carache.